# Grand Prix Emilia Romagna 2020
Grand Prix Emilia Romagna 2020 (oficiálně Formula 1 Emirates Gran Premio dell'Emilia Romagna 2020) se jela na okruhu Autodromo Enzo e Dino Ferrari v Imole v Itálii dne 1. listopadu 2020. Závod byl třináctým v pořadí v sezóně 2020 šampionátu Formule 1.

## Kvalifikace
| Poř.                       | No. | Jezdec             | Konstruktér               | Časy v kvalifikaci | Časy v kvalifikaci | Časy v kvalifikaci | Pořadí na startu |
| Poř.                       | No. | Jezdec             | Konstruktér               | Q1                 | Q2                 | Q3                 | Pořadí na startu |
| -------------------------- | --- | ------------------ | ------------------------- | ------------------ | ------------------ | ------------------ | ---------------- |
| 1                          | 77  | Valtteri Bottas    | Mercedes                  | 1:14.221           | 1:14.585           | 1:13.609           | 1                |
| 2                          | 44  | Lewis Hamilton     | Mercedes                  | 1:14.229           | 1:14.643           | 1:13.706           | 2                |
| 3                          | 33  | Max Verstappen     | Red Bull Racing-Honda     | 1:15.034           | 1:14.974           | 1:14.176           | 3                |
| 4                          | 10  | Pierre Gasly       | AlphaTauri-Honda          | 1:15.183           | 1:14.681           | 1:14.502           | 4                |
| 5                          | 3   | Daniel Ricciardo   | Renault                   | 1:15.474           | 1:14.953           | 1:14.520           | 5                |
| 6                          | 23  | Alexander Albon    | Red Bull Racing-Honda     | 1:15.402           | 1:14.745           | 1:14.572           | 6                |
| 7                          | 16  | Charles Leclerc    | Ferrari                   | 1:15.123           | 1:15.017           | 1:14.616           | 7                |
| 8                          | 26  | Daniil Kvjat       | AlphaTauri-Honda          | 1:15.412           | 1:15.022           | 1:14.696           | 8                |
| 9                          | 4   | Lando Norris       | McLaren-Renault           | 1:15.274           | 1:15.051           | 1:14.814           | 9                |
| 10                         | 55  | Carlos Sainz Jr.   | McLaren-Renault           | 1:15.528           | 1:15.027           | 1:14.911           | 10               |
| 11                         | 11  | Sergio Pérez       | Racing Point-BWT Mercedes | 1:15.407           | 1:15.061           |                    | 11               |
| 12                         | 31  | Esteban Ocon       | Renault                   | 1:15.352           | 1:15.201           |                    | 12               |
| 13                         | 63  | George Russell     | Williams-Mercedes         | 1:15.760           | 1:15.323           |                    | 13               |
| 14                         | 5   | Sebastian Vettel   | Ferrari                   | 1:15.571           | 1:15.385           |                    | 14               |
| 15                         | 18  | Lance Stroll       | Racing Point-BWT Mercedes | 1:15.822           | 1:15.494           |                    | 15               |
| 16                         | 8   | Romain Grosjean    | Haas-Ferrari              | 1:15.918           |                    |                    | 16               |
| 17                         | 20  | Kevin Magnussen    | Haas-Ferrari              | 1:15.939           |                    |                    | 17               |
| 18                         | 7   | Kimi Räikkönen     | Alfa Romeo Racing-Ferrari | 1:15.953           |                    |                    | 18               |
| 19                         | 6   | Nicholas Latifi    | Williams-Mercedes         | 1:15.987           |                    |                    | 19               |
| 20                         | 99  | Antonio Giovinazzi | Alfa Romeo Racing-Ferrari | 1:16.208           |                    |                    | 20               |
| 107% času vítěze: 1:19.416 |     |                    |                           |                    |                    |                    |                  |
| Zdroj:                     |     |                    |                           |                    |                    |                    |                  |

## Závod
| Poř.                                                                | No. | Jezdec             | Konstruktér               | Počet kol | Čas/Odstoupení | Pořadí na startu | Body |
| ------------------------------------------------------------------- | --- | ------------------ | ------------------------- | --------- | -------------- | ---------------- | ---- |
| 1                                                                   | 44  | Lewis Hamilton     | Mercedes                  | 63        | 1:28:32.430    | 2                | 26   |
| 2                                                                   | 77  | Valtteri Bottas    | Mercedes                  | 63        | +5.783         | 1                | 18   |
| 3                                                                   | 3   | Daniel Ricciardo   | Renault                   | 63        | +14.320        | 5                | 15   |
| 4                                                                   | 26  | Daniil Kvjat       | AlphaTauri-Honda          | 63        | +15.141        | 8                | 12   |
| 5                                                                   | 16  | Charles Leclerc    | Ferrari                   | 63        | +19.111        | 7                | 10   |
| 6                                                                   | 11  | Sergio Pérez       | Racing Point-BWT Mercedes | 63        | +19.652        | 11               | 8    |
| 7                                                                   | 55  | Carlos Sainz Jr.   | McLaren-Renault           | 63        | +20.230        | 10               | 6    |
| 8                                                                   | 4   | Lando Norris       | McLaren-Renault           | 63        | +21.131        | 9                | 4    |
| 9                                                                   | 7   | Kimi Räikkönen     | Alfa Romeo Racing-Ferrari | 63        | +22.224        | 18               | 2    |
| 10                                                                  | 99  | Antonio Giovinazzi | Alfa Romeo Racing-Ferrari | 63        | +26.398        | 20               | 1    |
| 11                                                                  | 6   | Nicholas Latifi    | Williams-Mercedes         | 63        | +27.135        | 19               |      |
| 12                                                                  | 5   | Sebastian Vettel   | Ferrari                   | 63        | +28.453        | 14               |      |
| 13                                                                  | 18  | Lance Stroll       | Racing Point-BWT Mercedes | 63        | +29.163        | 15               |      |
| 14                                                                  | 8   | Romain Grosjean    | Haas-Ferrari              | 63        | +32.935        | 16               |      |
| 15                                                                  | 23  | Alexander Albon    | Red Bull Racing-Honda     | 63        | +57.284        | 6                |      |
| Ret                                                                 | 63  | George Russell     | Williams-Mercedes         | 51        | Nehoda         | 13               |      |
| Ret                                                                 | 33  | Max Verstappen     | Red Bull Racing-Honda     | 50        | Defekt         | 3                |      |
| Ret                                                                 | 20  | Kevin Magnussen    | Haas-Ferrari              | 47        | Vada           | 17               |      |
| Ret                                                                 | 31  | Esteban Ocon       | Renault                   | 27        | Převodovka     | 12               |      |
| Ret                                                                 | 10  | Pierre Gasly       | AlphaTauri-Honda          | 8         | Tlak vody      | 4                |      |
| Nejrychlejší kolo: Lewis Hamilton (Mercedes) – 1:15.484 (v kole 63) |     |                    |                           |           |                |                  |      |
| Zdroj:                                                              |     |                    |                           |           |                |                  |      |

Poznámky
1. ↑  Lewis Hamilton získal jeden bod za zajetí nejrychlejšího kola.
2. ↑  Romain Grosjean obdržel trest přičtení 5 sekund k času v cíli za překračování limitů trati.

## Průběžné pořadí po závodě
Pohár jezdců
|        | Pořadí | Jezdec           | Body |
| ------ | ------ | ---------------- | ---- |
|        | 1      | Lewis Hamilton   | 282  |
|        | 2      | Valtteri Bottas  | 197  |
|        | 3      | Max Verstappen   | 162  |
|        | 4      | Daniel Ricciardo | 95   |
|        | 5      | Charles Leclerc  | 85   |
| Zdroj: |        |                  |      |

Pohár konstruktérů
|        | Pořadí | Konstruktér           | Body |
| ------ | ------ | --------------------- | ---- |
|        | 1      | Mercedes              | 479  |
|        | 2      | Red Bull-Honda        | 226  |
| 2      | 3      | Renault               | 135  |
|        | 4      | McLaren-Renault       | 134  |
| 2      | 5      | Racing Point-Mercedes | 134  |
| Zdroj: |        |                       |      |